# Pháp bảo hộ Maroc
Pháp bảo hộ Maroc (tiếng Pháp: Protectorat français au Maroc, tiếng Ả Rập: الحماية الفرنسية في المغرب, đã Latinh hoá: Ḥimāyat Faransā fi-l-Maḡrib), hay đơn giản gọi là Maroc thuộc Pháp (tiếng Pháp: Maroc Français) là thời kỳ Pháp kiểm soát Maroc dưới chiêu bài bảo hộ, kéo dài từ năm 1912 đến năm 1956. Chế độ bảo hộ chính thức được thành lập vào ngày 30 tháng 3 năm 1912, khi Sultan Abd al-Hafid ký Hiệp ước Fes, mặc dù quân đội Pháp chiếm đóng Maroc bắt đầu từ cuộc xâm lược Oujda và Vụ bắn phá Casablanca năm 1907.
Chế độ bảo hộ của Pháp kéo dài cho đến khi Hiệp ước Fes chấm dứt tồn tại vào ngày 2 tháng 3 năm 1956, với Tuyên bố chung Pháp-Maroc. Phong trào giành độc lập của Maroc, được lịch sử Maroc mô tả là Cách mạng của Nhà vua và Nhân dân, đã khôi phục lại ngai vàng cho cựu vương Mohammed V bị lưu đày nhưng nó không chấm dứt sự hiện diện của người Pháp ở Maroc. Pháp duy trì ảnh hưởng của mình ở nước này, bao gồm quyền đóng quân của quân đội Pháp và có tiếng nói trong chính sách đối ngoại của Maroc. Những người định cư Pháp cũng duy trì các quyền và tài sản của họ tại Maroc.
Trong khi các thỏa thuận với Pháp đã tạo ra các mối quan hệ đối ngoại phụ thuộc lẫn nhau, thì mối quan hệ Pháp-Maroc nhanh chóng trở nên tồi tệ sau sự ủng hộ thẳng thắn của Mohammed V đối với nền độc lập của Algeria, kể cả tại Liên Hợp Quốc. Số lượng người Pháp định cư giảm liên tục, đặc biệt sau khi đất nông nghiệp của họ bị quốc hữu hóa. Mối quan hệ với Pháp được cải thiện sau khi người lính Pháp cuối cùng rời Maroc vào tháng 11 năm 1961.
Chính quyền bảo hộ của Pháp chia sẻ lãnh thổ Maroc với chính quyền bảo hộ của Tây Ban Nha, được thành lập và giải thể trong cùng năm; biên giới của nó bao gồm khu vực Maroc giữa Hành lang Taza và Sông Draa, bao gồm cả vùng đất thưa thớt của các bộ lạc. Thủ đô chính thức là Rabat.

## Thời kỳ ban đầu
Bất chấp sự yếu kém về quyền lực, Triều đại Alaouite đã nổi bật trong thế kỷ XVIII và XIX bằng cách duy trì nền độc lập của Maroc trong khi các quốc gia khác trong khu vực đã nhanh chóng nằm dưới sự thống trị của Pháp hoặc Anh. Tuy nhiên, vào nửa sau của thế kỷ XIX, sự yếu kém và bất ổn của Maroc đã mời gọi sự can thiệp của các đế quốc châu Âu đến bảo vệ các khoản đầu tư bị đe dọa và yêu cầu những nhượng bộ kinh tế từ Maroc. Sau Chiến tranh Hispano-Maroc năm 1859–1860, Tây Ban Nha được Maroc công nhận chủ quyền vĩnh viễn đối với Ceuta, Melilla và Quần đảo Chafarinas cũng như lãnh thổ Ifni. Những năm đầu tiên của thế kỷ XX chứng kiến sự vận động ngoại giao gấp rút mà qua đó các cường quốc châu Âu, đặc biệt là Pháp, đã tăng cường lợi ích của họ ở Bắc Phi.
Hoạt động của Pháp ở Maroc bắt đầu vào cuối thế kỷ XIX. Năm 1904, chính phủ Pháp đang cố gắng thiết lập một chế độ bảo hộ đối với Maroc và đã ký được hai thỏa thuận bí mật song phương với Anh (8 tháng 4 năm 1904, xem Entente Cordiale) và Tây Ban Nha (7 tháng 10 năm 1904), đảm bảo sự hỗ trợ của các cường quốc ở Maroc. Cùng năm đó, Pháp tài trợ thành lập Cơ quan quản lý nợ Maroc ở Tangier. Pháp và Tây Ban Nha bí mật phân chia lãnh thổ của Maroc, với việc Tây Ban Nha nhận được những nhượng bộ ở phía Bắc và phía Nam xa xôi của Maroc.

### Cuộc khủng hoảng Maroc lần thứ nhất: tháng 3 năm 1905 – tháng 5 năm 1906
Cuộc khủng hoảng Maroc lần thứ nhất diễn ra do sự cạnh tranh của các cường quốc, trong trường hợp này là giữa một bên là Đế quốc Đức và một bên là Pháp, với sự hỗ trợ của Đế quốc Anh. Đức đã thực hiện hành động ngoại giao ngay lập tức để ngăn chặn hiệp định mới có hiệu lực, bao gồm cả chuyến thăm ấn tượng của Hoàng đế Wilhelm II tới Tangier vào ngày 31 tháng 3 năm 1905. Hoàng đế Wilhelm II cố gắng giành được sự ủng hộ của Maroc nếu họ gây chiến với Pháp hoặc Anh, và có một bài phát biểu bày tỏ sự ủng hộ đối với nền độc lập của Maroc, điều này trở thành một thách thức khiêu khích đối với ảnh hưởng của Pháp ở Maroc.
Năm 1906, Hội nghị Algeciras được tổ chức để giải quyết tranh chấp. Đức chấp nhận một thỏa thuận trong đó Pháp đồng ý trao quyền kiểm soát cảnh sát Maroc, nhưng vẫn giữ quyền kiểm soát hiệu quả các vấn đề chính trị và tài chính của Maroc. Mặc dù Hội nghị Algeciras tạm thời giải quyết được Cuộc khủng hoảng Maroc lần thứ nhất nhưng nó chỉ làm trầm trọng thêm căng thẳng quốc tế giữa Liên minh ba nước và Phe Hiệp ước.

### Cuộc xâm lược của Pháp

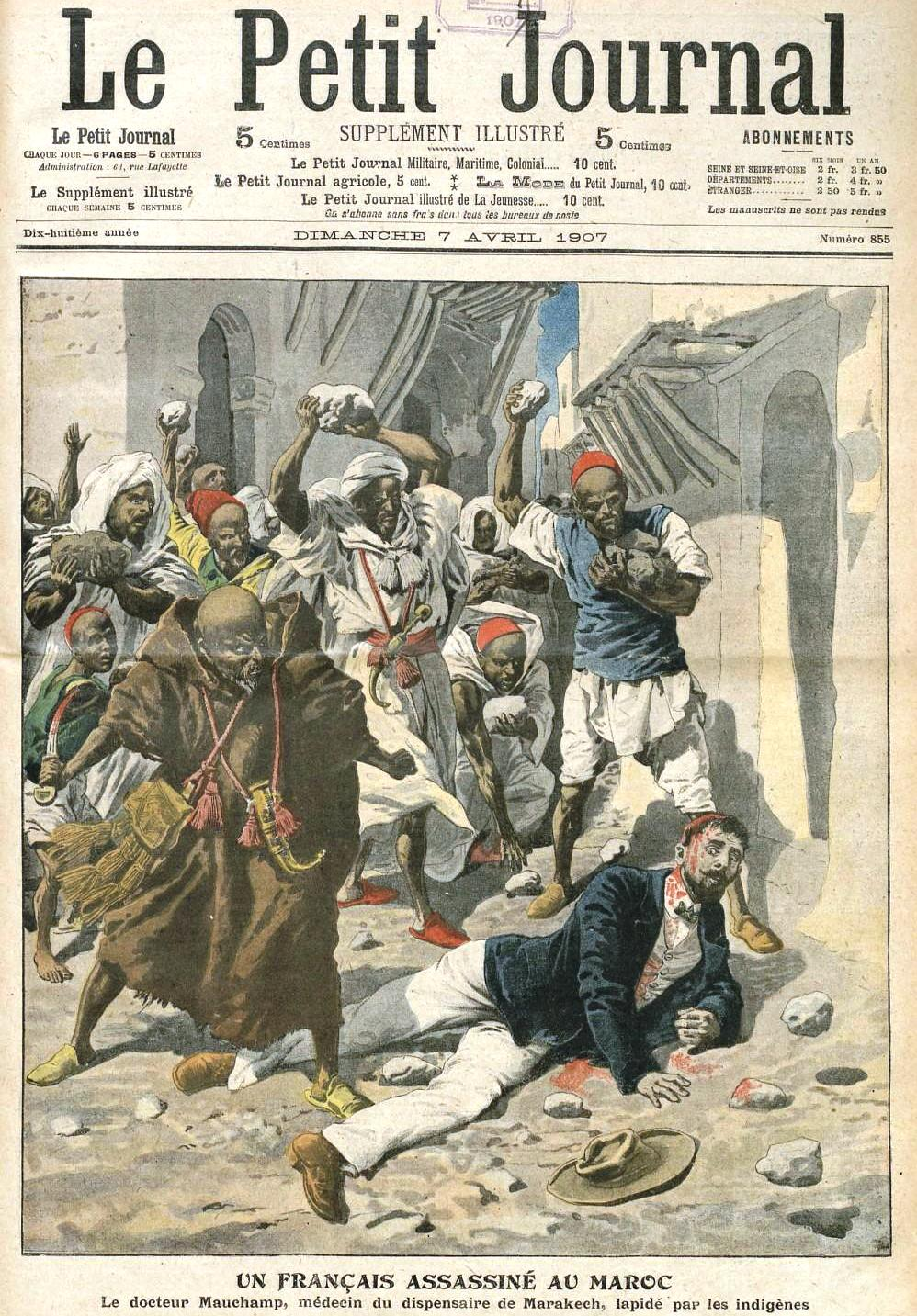
Vụ ám sát Emile Mauchamp ở Marrakesh, bị Pháp [[
Casus belli|xem là một sự gây chiến (Casus belli)]]

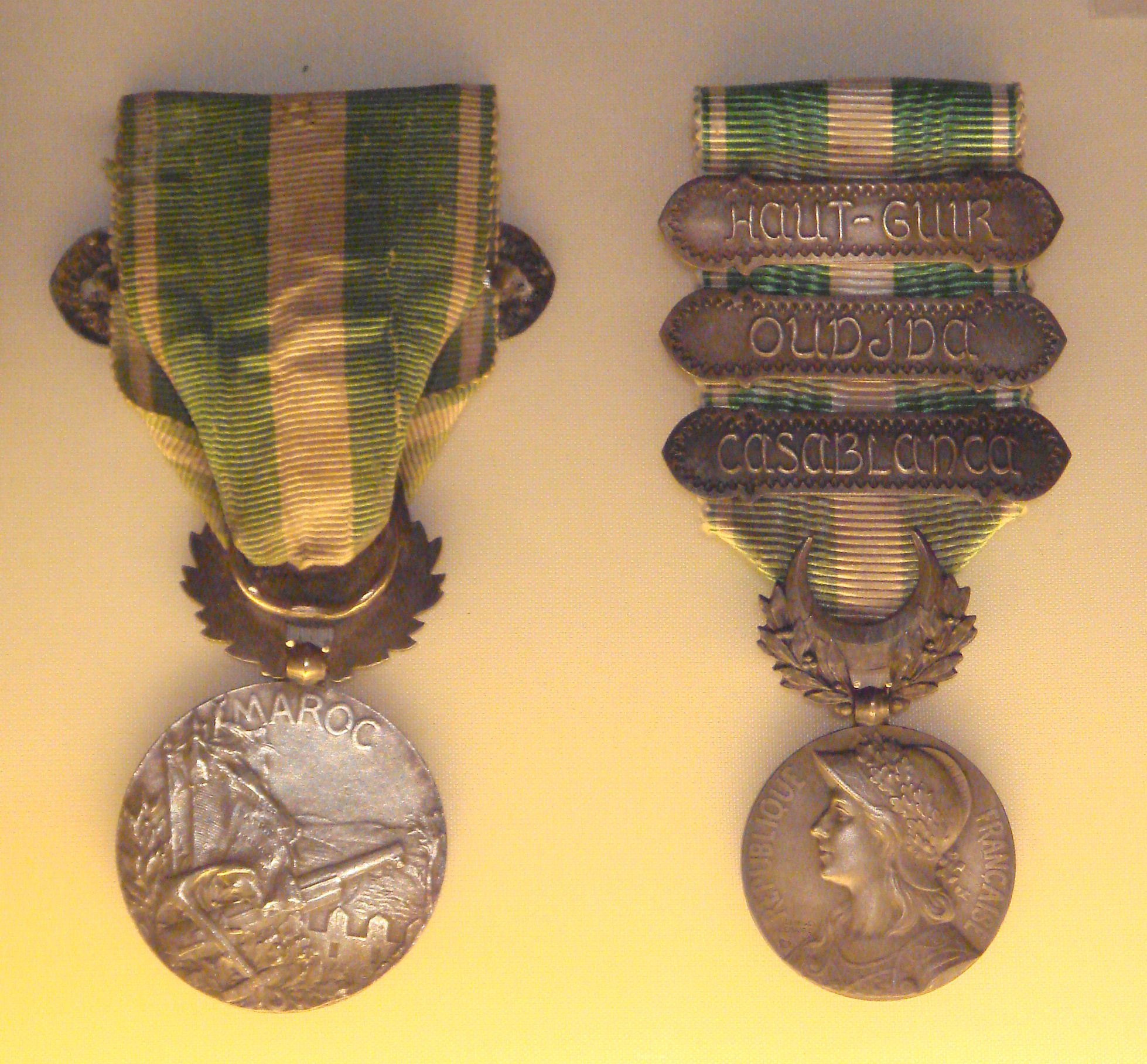
Huân chương kỷ niệm Maroc năm 1909—được ban tặng cho những người lính Pháp đã tham gia vào Cuộc xâm lược của Pháp vào Maroc

Cuộc chinh phục Maroc của quân đội Pháp bắt đầu sau vụ ám sát Émile Mauchamp ở Marrakesh vào ngày 19 tháng 3 năm 1907. Trên báo chí Pháp, cái chết của ông được coi là một "cuộc tấn công vô cớ và không thể tự vệ được trước những người bản xứ man rợ ở Maroc." Hubert Lyautey lấy cái chết của ông làm cái cớ để xâm lược Oujda từ phía Đông. Hubert Lyautey seized his death as a pretext to invade Oujda from the east.

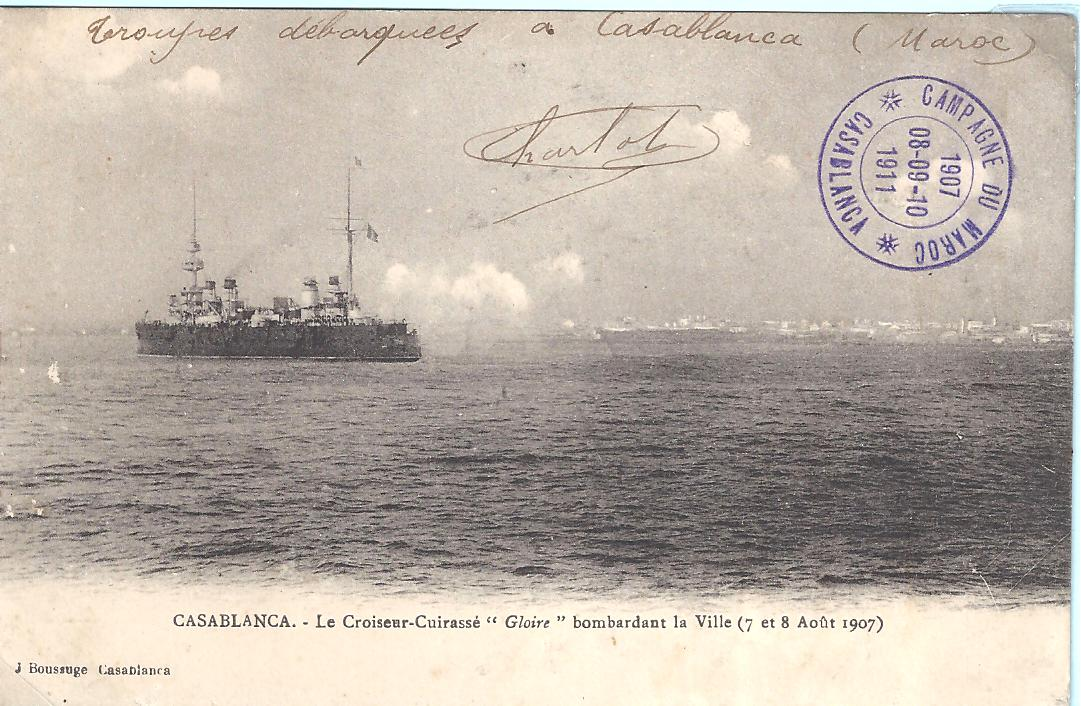
Tàu tuần dương Pháp Gloire trong Bắn phá Casablanca tháng 8 năm 1907, in trên bưu thiếp

Vào mùa hè năm 1907, các bộ lạc Chaouia đã lãnh đạo một cuộc nổi dậy chống lại việc áp dụng các điều khoản của Hiệp ước Algeciras năm 1906 ở Casablanca, giết chết 9 lao động châu Âu làm việc trên tuyến đường sắt giữa cảng và một mỏ đá ở Roches Noires. Người Pháp đáp trả bằng một cuộc bắn phá của hải quân vào Casablanca từ ngày 5 đến ngày 7 tháng 8, đồng thời tiếp tục chiếm đóng và "bình định" Casablanca và đồng bằng Chaouia, đánh dấu sự khởi đầu cuộc xâm lược của Pháp từ phía Tây.

### Khủng hoảng Agadir

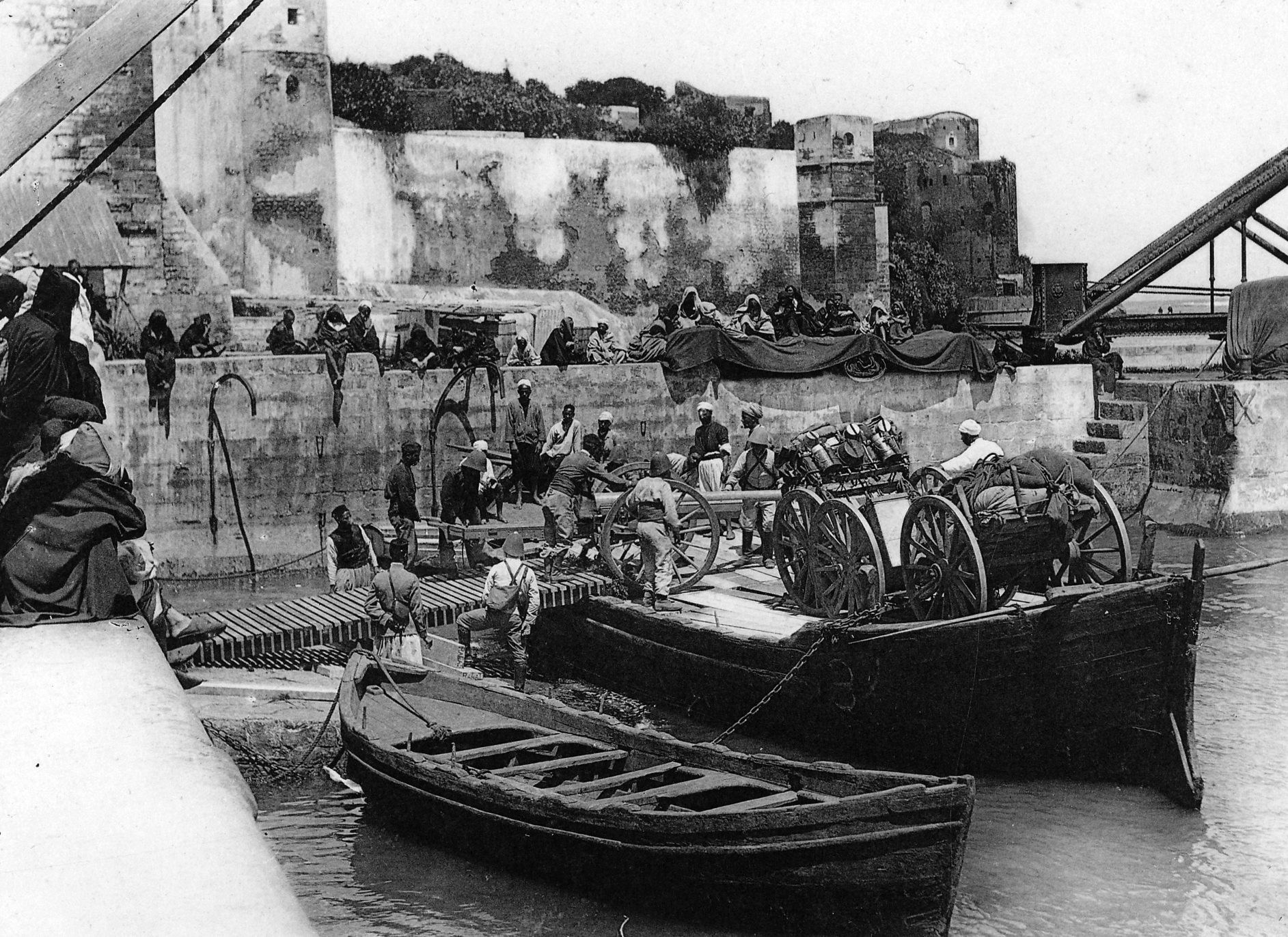
pháo binh của Pháp tại Rabat năm 1911

Năm 1911, một cuộc nổi dậy nổ ra chống lại Abd al-Hafid. Đến đầu tháng 4 năm 1911, Sultan bị bao vây trong cung điện của ông ở Fes và người Pháp chuẩn bị gửi quân đến giúp trấn áp cuộc nổi dậy với lý do bảo vệ tính mạng và tài sản của người châu Âu. Người Pháp phái một đơn vị bộ binh chiến đấu vào cuối tháng 4 năm 1911 và Đức đã chấp thuận việc chiếm đóng thành phố. Lực lượng Maroc bao vây thành phố do Pháp chiếm đóng. Khoảng một tháng sau, quân Pháp kết thúc cuộc bao vây. Vào ngày 5 tháng 6 năm 1911, người Tây Ban Nha chiếm Larache và Alcazaquibir (Ksar el-Kebir). Vào ngày 1 tháng 7 năm 1911, pháo hạm Panther của Đức cập cảng Agadir. Có phản ứng ngay lập tức từ người Pháp và được người Anh ủng hộ.

## Lịch sử

### Pháp bảo hộ (1912–1956)
Pháp chính thức thiết lập chế độ bảo hộ đối với Maroc thông qua Hiệp ước Fes, chấm dứt những gì còn lại của nền độc lập trên thực tế của Maroc. Từ quan điểm pháp lý, hiệp ước trao quyền lập pháp cho Pháp, bên cạnh quyền kiểm soát phòng thủ quân sự, chính sách đối ngoại và quyền tài phán. Chính phủ Moorish chỉ thực thi quyền lực trong các vấn đề của Maroc hoặc Hồi giáo. Quốc vương Abdelhafid thoái vị để nhường ngôi cho em trai là Yusef sau khi ký hiệp ước. Vào ngày 17 tháng 4 năm 1912, lính bộ binh Maroc đã nổi loạn trong doanh trại đồn trú của Pháp ở Fes, trong cuộc bạo loạn Fes năm 1912. Người Maroc không thể giành quyền kiểm soát thành phố và bị lực lượng cứu trợ của Pháp đánh bại. Cuối tháng 5 năm 1912, lực lượng Maroc lại tấn công không thành công vào doanh trại đồn trú tăng cường của Pháp tại Fes.
Khi thiết lập chế độ bảo hộ của họ đối với phần lớn Maroc, người Pháp đã để lại cho họ kinh nghiệm về cuộc chinh phục Algeria và chế độ bảo hộ của họ đối với Tunisia; họ lấy cái sau làm hình mẫu cho chính sách Maroc của mình. Tuy nhiên, có những khác biệt quan trọng. Đầu tiên, chế độ bảo hộ được thành lập chỉ hai năm trước khi Thế chiến thứ nhất bùng nổ, kéo theo đó là một thái độ mới đối với chế độ thuộc địa. Từ chối cách tiếp cận đồng hóa điển hình của Pháp đối với văn hóa và giáo dục như một ảo tưởng tự do, những người cai trị Pháp bảo thủ ở Maroc đã cố gắng sử dụng quy hoạch đô thị và giáo dục thuộc địa để ngăn chặn sự pha trộn văn hóa và duy trì xã hội truyền thống mà người Pháp phụ thuộc vào để hợp tác. Thứ hai, Maroc có truyền thống hàng nghìn năm độc lập và chưa bao giờ chịu sự cai trị của Đế quốc Ottoman, mặc dù nước này chịu ảnh hưởng mạnh mẽ từ nền văn minh Iberia theo đạo Hồi.
Maroc cũng là quốc gia duy nhất trong số các quốc gia Bắc Phi sở hữu bờ biển thuộc Đại Tây Dương, có các quyền mà nhiều quốc gia khác có được từ Hội nghị Algeciras, và các đặc quyền mà các cơ quan đại diện ngoại giao của họ có được ở Tangier (bao gồm cả Công sứ Pháp). Vì vậy, một phần mười phía bắc của đất nước, với cả bờ biển Đại Tây Dương và Địa Trung Hải, bị loại khỏi khu vực do Pháp kiểm soát và được coi là vùng bảo hộ của Tây Ban Nha.
Mặc dù nằm dưới sự bảo hộ, Maroc vẫn giữ quyền -de jure- của mình như một quốc gia theo luật pháp quốc tế, theo tuyên bố của Tòa án Công lý Quốc tế, và do đó vẫn là một quốc gia có chủ quyền, không có sự gián đoạn giữa các thực thể tiền thuộc địa và hiện đại. Trên thực tế, người Pháp có quyền lực lớn hơn nhiều.
Dưới sự bảo hộ, các công chức Pháp liên minh với thực dân Pháp và với những người ủng hộ họ ở Pháp để ngăn chặn bất kỳ động thái nào theo hướng tự trị của Maroc. Khi quá trình bình định diễn ra, chính phủ Pháp đã thúc đẩy phát triển kinh tế, đặc biệt là khai thác tài nguyên khoáng sản của Maroc, tạo ra hệ thống giao thông hiện đại và phát triển ngành nông nghiệp hiện đại hướng tới thị trường Pháp. Hàng chục nghìn người Pháp đã vào Maroc và mua một lượng lớn đất nông nghiệp trù phú. Các nhóm lợi ích hình thành trong số các phần tử này liên tục gây áp lực buộc Pháp phải tăng cường kiểm soát Maroc.

### Thế chiến thứ nhất

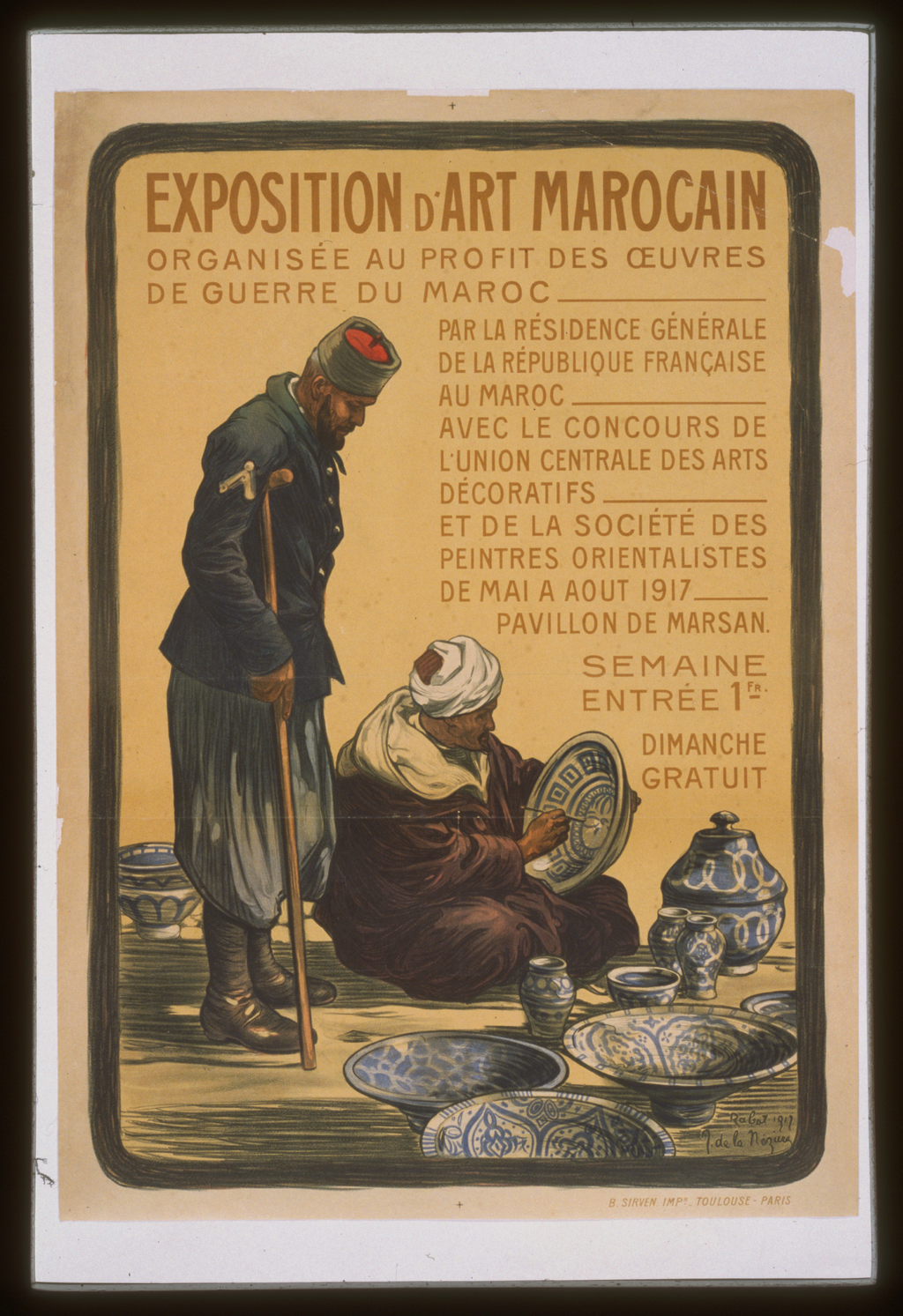
Quảng cáo cho một cuộc triển lãm nghệ thuật vì quyền lợi của thương binh Maroc phục vụ Pháp trong Thế chiến thứ nhất của Joseph de La Nézière.

Pháp tuyển mộ bộ binh từ Maroc để tham gia vào các đoàn quân thuộc địa (Troupes coloniales) của mình, giống như họ đã làm ở các thuộc địa khác ở Châu Phi và trên thế giới. Trong suốt Thế chiến thứ nhất, tổng cộng 37.300–45.000 người Maroc đã chiến đấu cho Pháp, hình thành nên một "Sư đoàn Maroc", Moroccan colonial troops first served France in the First Battle of the Marne, September 1914, họ tham gia vào mọi trận đánh lớn trong cuộc chiến, bao gồm cả Trận Artois lần thứ ba, Trận Champagne lần thứ hai và Trận Verdun. Các nhà sử học đã gọi những người lính Maroc này là "những anh hùng không có vinh quang" vì họ không được đánh giá đúng mức lòng dũng cảm và sự hy sinh của mình trong chiến tranh. Historians have called these Moroccan soldiers "heroes without glory" as they are not and have not been given the consideration they merited through valor and sacrifice in the war. Brahim El Kadiri Bitchich xác định sự tham gia của binh lính Maroc phục vụ Pháp trong Thế chiến thứ nhất là "một trong những khoảnh khắc quan trọng nhất trong lịch sử chung của Maroc và Pháp."

## Tiền tệ
‎Tiền đúc của Pháp để sử dụng trong Chế độ bảo hộ từ năm 1921 đến năm 1956, tiếp tục lưu hành cho đến khi một loại tiền tệ mới được giới thiệu. Các đồng tiền đúc của Pháp với mệnh giá ‎‎franc,‎‎được chia thành 100 ‎‎centimes‎‎. Điều này đã được thay thế vào năm 1960 bằng việc giới thiệu lại ‎‎dirham,‎‎đồng tiền hiện tại của Morocco. ‎
‎Hội nghị Đại số‎‎ đã nhượng bộ các ngân hàng châu Âu, từ Ngân hàng Nhà nước ‎‎Morocco‎‎ mới thành lập, đến phát hành tiền giấy được hỗ trợ bởi vàng, với thời hạn 40 năm. Ngân hàng nhà nước mới sẽ hoạt động như Ngân hàng Trung ương Morocco, nhưng với giới hạn nghiêm ngặt về chi tiêu của Đế chế Sherifian, với các quản trị viên được bổ nhiệm bởi các ngân hàng quốc gia đảm bảo các khoản vay: ‎‎Đế quốc Đức,‎‎ ‎‎Vương quốc Anh,‎‎Pháp và Tây Ban Nha.. ‎

## Ngành đường sắt
‎Morocco từ năm 1912-1935 là một trong những ku vực có mạng lưới đường sắt lớn nhất ‎‎600 mm.‎ (1 ft 115⁄8+‎ trong‎‎) đánh giá mạng lưới ở châu Phi với tổng chiều dài hơn 1.700 km ‎‎. Sau hiệp ước Algeciras, nơi các đại diện của các cường quốc đồng ý không xây dựng bất kỳ tuyến đường sắt khổ tiêu chuẩn nào ở Morocco cho đến khi khổ tiêu chuẩn ‎‎Tangier‎‎-‎‎Fez‎‎ Railway được hoàn thành, người Pháp đã bắt đầu xây dựng quân sự ‎‎600 mm.‎ (1 ft 115⁄8+‎ trong‎‎) các đường đo ở khu vực  của morocco.‎

### Trích dẫn
1. ↑  Miller, Susan Gilson (ngày 15 tháng 4 năm 2013). Lịch sử hiện đại Maroc. Nhà xuất bản Đại học Cambridge. ISBN 9780521810708 – qua Google Books.
2. ↑  "Ngày lễ Quốc gia & ngày lễ Tôn giáo". Maroc.ma. ngày 4 tháng 10 năm 2013. Bản gốc lưu trữ ngày 27 tháng 9 năm 2017. Truy cập ngày 22 tháng 2 năm 2020.
3. ↑  (tiếng Pháp: Protectorat français au Maroc; tiếng Ả Rập: الحماية الفرنسية في المغرب)
4. 1 2  Miller, Susan Gilson. (2013). A history of modern Morocco. New York: Cambridge University Press. ISBN 978-1-139-62469-5. OCLC 855022840.
5. ↑  "Indépendance du Maroc, 1956, MJP". mjp.univ-perp.fr. Truy cập ngày 3 tháng 3 năm 2020.
6. ↑  Ikeda, Ryo (tháng 12 năm 2007). "The Paradox of Independence: The Maintenance of Influence and the French Decision to Transfer Power in Morocco". The Journal of Imperial and Commonwealth History. Quyển 35 số 4. tr. 569–592. doi:10.1080/03086530701667526. S2CID 153965067.
7. ↑  Mounya Essemlali, Le Maroc entre la France et l'Algérie (1956–1962), , Relations internationales 2011/2 (n° 146), p. 77–93).
8. ↑  From a high of 350,000 in 1955, the number of European settlers dropped to 150,549 in 1963, reaching a low of 25,343 in 1990. Cloé Pellegrini, Profil démographique et historique de la présence française au Maroc, In Therrien C. (coord), 'La migration des Français au Maroc : entre proximité et ambivalence', La Croisée des Chemins, Casablanca, 2016, p. 5–6)
9. ↑  Following the nationalization decrees of 1959, 1963 and 1973, Pellegrini, p. 8.
10. ↑  Amina Aouchard, Le désengagement militaire français au Maroc au lendemain de l'indépendance,  Revue Historique des Armées, Paris, 2004 (135) p. 22.
11. ↑  Nelson, Harold (1985). Morocco, a Country Study (bằng tiếng English). Washington DC: Foreign Ara Studies: The American University.{{Chú thích sách}}:  Quản lý CS1: ngôn ngữ không rõ (liên kết)
12. ↑  Furlong, Charles Wellington (tháng 9 năm 1911). "The French Conquest Of Morocco: The Real Meaning Of The International Trouble". The World's Work: A History of Our Time. Quyển XXII. tr. 14988–14999. Truy cập ngày 10 tháng 7 năm 2009.
13. ↑  Laskier, Michael M. (ngày 1 tháng 2 năm 2012). Alliance Israelite Universelle and the Jewish Communities of Morocco, 1862–1962, The (bằng tiếng Anh). SUNY Press. tr. 41. ISBN 9781438410166.
14. ↑  Lowe, John (1994). The Great Powers, Imperialism, and the German Problem, 1865–1925 (bằng tiếng Anh). Psychology Press. tr. 166. ISBN 9780415104449.
15. ↑  Olson, James Stuart (1991). Historical Dictionary of European Imperialism (bằng tiếng Anh). Greenwood Publishing Group. tr. 8. ISBN 9780313262579.
16. ↑  Katz, Jonathan (tháng 1 năm 2001). "The 1907 Mauchamp affair and the French civilising mission in Morocco". The Journal of North African Studies (bằng tiếng Anh). Quyển 6 số 1. tr. 143–166. doi:10.1080/13629380108718426. ISSN 1362-9387. S2CID 143563901.
17. 1 2  Miller, Susan Gilson. (2013). A history of modern Morocco. New York: Cambridge University Press. tr. 75. ISBN 9781139624695. OCLC 855022840.
18. ↑  Adam, André (1968). Histoire de Casablanca: des origines à 1914. Aix-en-Provence: Ophrys.
19. ↑  Kirshner, Jonathan (1997). Currency and Coercion: The Political Economy of International Monetary Power (bằng tiếng Anh). Princeton University Press. tr. 83. ISBN 0691016267.
20. ↑  "TRAITÉ conclu entre la France et le Maroc le 30 mars 1912, pour l'Organisation du Protectorat Français dans l'Empire Chérifien" (PDF). Bulletin officiel de l'Empire chérifien (bằng tiếng Pháp). Quyển 1 số 1. Rabat. tr. 1–2. Bản gốc (PDF) lưu trữ ngày 2 tháng 4 năm 2015. Truy cập ngày 20 tháng 3 năm 2015.
21. ↑  Mitchell, Harriett (1955). "The Development of Nationalism in French Morocco". Phylon. Quyển 16 số 4. tr. 427–434. doi:10.2307/272660. ISSN 0885-6818. JSTOR 272660.
22. ↑  H. Z(J. W.) Hirschberg (1981). A history of the Jews in North Africa: From the Ottoman conquests to the present time / edited by Eliezer Bashan and Robert Attal. BRILL. tr. 318. ISBN 90-04-06295-5.
23. ↑  Segalla, Spencer D. (2009). The Moroccan Soul: French Education, Colonial Ethnology, and Muslim Resistance, 1912–1956. Lincoln, Neb.: Nebraska University Press. ISBN 9780803217782. OCLC 244246686.
24. ↑  Bengt Brons, "States: The classification of States", in: International Law: Achievements and Prospects, Martinus Nijhoff Publishers 1991 (ISBN 9789231027161), p.51 §.31  Lưu trữ ngày 1 tháng 11 năm 2022 tại Wayback Machine
25. 1 2 3  "Exhibition of Moroccan Art". www.wdl.org. 1917. Truy cập ngày 3 tháng 1 năm 2020.
26. 1 2 3 4 5  الأشرف, الرباط ــ حسن. "الجنود المغاربة في الحرب العالمية الأولى: أبطال بلا مجد". alaraby (bằng tiếng Ả Rập). Truy cập ngày 3 tháng 1 năm 2020.
27. ↑  "Guerre de 1914–18: les soldats marocains "dans toutes les grandes batailles"". LExpress.fr (bằng tiếng Pháp). ngày 1 tháng 11 năm 2018. Truy cập ngày 3 tháng 1 năm 2020.
28. ↑  Holmes, James R. (ngày 29 tháng 5 năm 2017). Theodore Roosevelt and World Order: Police Power in International Relations (bằng tiếng Anh). Potomac Books, Inc. tr. 199. ISBN 9781574888836.
29. ↑  Rogerson, Barnaby (2000). Marrakesh, Fez, Rabat (bằng tiếng Anh). New Holland Publishers. tr. 12. ISBN 9781860119736.[liên kết hỏng]